# Filosofisk anarkisme
 Der er for få eller ingen kildehenvisninger i denne artikel, hvilket er et problem. Du kan hjælpe ved at angive troværdige kilder til de påstande, som fremføres i artiklen.
 Denne artikel bør gennemlæses af en person med fagkendskab for at sikre den faglige korrekthed.

Filosofisk anarkisme er en form for anarkistisk tankegang, der hævder, at staten mangler moralsk legitimitet, men samtidigt ikke støtter en afskaffelse af den ved hjælp af vold.
Prominente filosofiske anarkister inkluderer bl.a. Mohandas Gandhi, William Godwin og Pierre-Joseph Proudhon.
| Politik | Spire Denne artikel om politik og ideologi er en spire som bør udbygges. Du er velkommen til at hjælpe Wikipedia ved at udvide den. |